# PPG Paints Arena
PPG Paints Arena (2016), dříve Consol Energy Center (2010-2016) je multifunkční aréna nacházející se v Pittsburghu, druhém největším městě státu Pensylvánie. Nachází se v blízkosti dálničních výjezdů a stanice pittsburského metra. Aréna nese komerční název po pittsburské firmě PPG Industries, předního světového výrobce barev a nátěrových hmot. Firma v prosinci 2008 podepsala smlouvu na 21 let s týmem NHL Pittsburgh Penguins.
Stadion nahradil předchozí hokejový stánek, Mellon Arena, postavený v roce 1961. Provoz arény byl slavnostně zahájen v srpnu 2010 koncertem Paula McCartneyho. Stadion společně pokřtili Mario Lemieux a Sidney Crosby.